# Lebanese Atomic Energy Commission
Die Lebanese Atomic Energy Commission oder LAEC (arabisch الهيئة اللبنانية للطاقة الذرية, DMG al-Haiʾa al-Lubnāniyya li-ṭ-Ṭāqa aḏ-Ḏarriyya) ist die Atomaufsichtsbehörde des Libanons. Sie hat etwa 70 Mitarbeiter und hat ihren Sitzt in Riad El Solh 107 in Beirut. Gegründet wurde die Behörde im Jahr 1996. Neben der Verwaltung hat die LAEC fünf Abteilungen: Applied Research & Development, Environmental Radiation Control, Radiation Safety Support, Nuclear Security & Radialogical Emergency und Authorization Inspection & Regulation.